# Varhaňovce
Varhaňovce (bis 1927 slowakisch auch „Varhanovce“; ungarisch Vargony – bis 1907 Várgony) ist eine Gemeinde im Osten der Slowakei mit 1604 Einwohnern (Stand 31. Dezember 2024) im Okres Prešov, einem Teil des Prešovský kraj, und wird zur traditionellen Landschaft Šariš gezählt.

## Geographie
Die Gemeinde befindet sich im Kaschauer Talkessel und wird vom Bach Olšavec im Flusssystem Torysa durchflossen. Das Ortszentrum liegt auf einer Höhe von 297 m n.m. und ist jeweils 23 Kilometer von Košice und Prešov entfernt.
Nachbargemeinden sind Brestov im Norden, Bunetice im Osten, Vtáčkovce im Südosten, Ortáše im Süden und Šarišské Bohdanovce im Westen.

## Geschichte

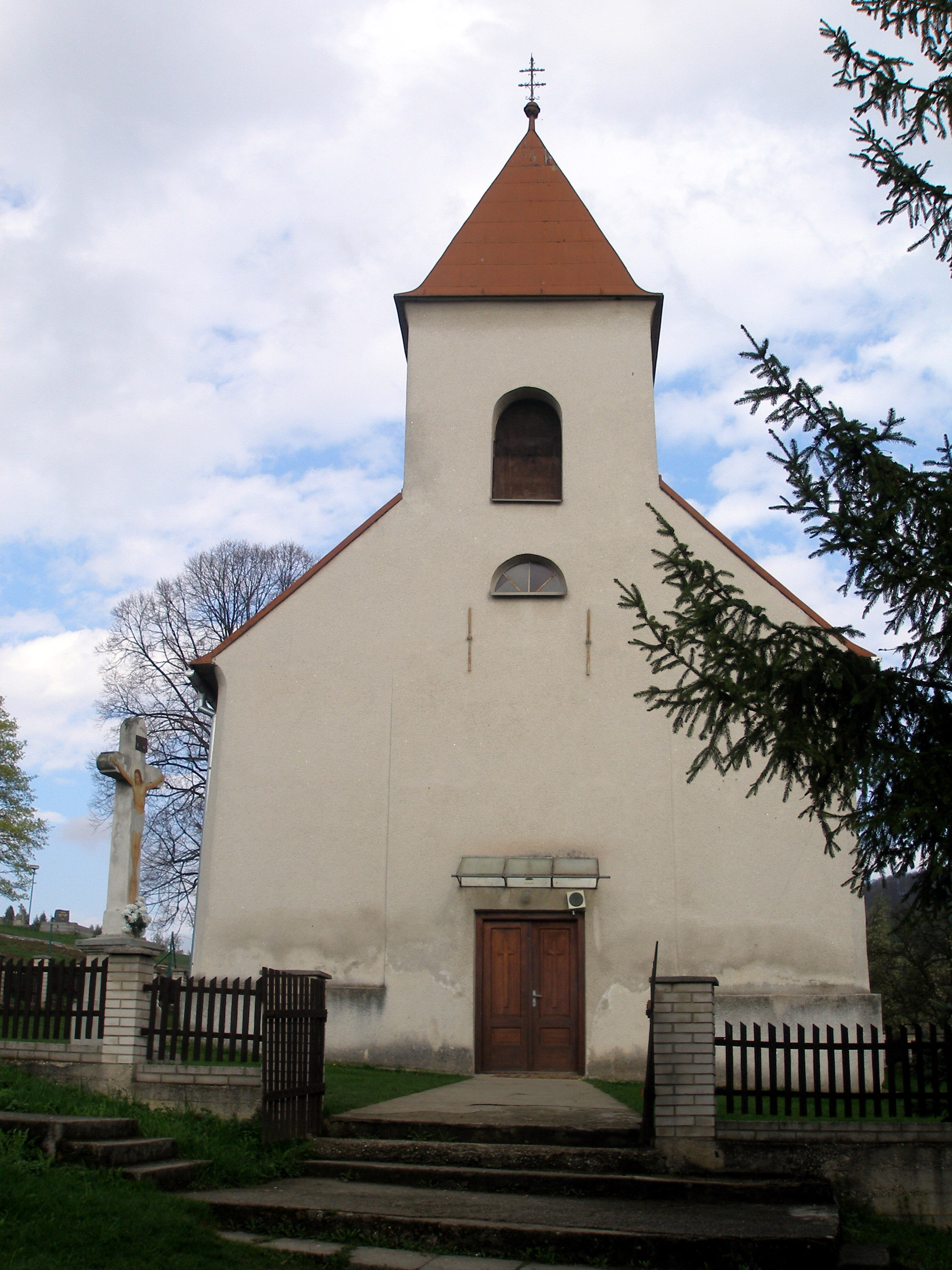
Kirche im Ort

Varhaňovce wurde zum ersten Mal 1393 als Wargon schriftlich erwähnt. 1427 sind in einem Steuerverzeichnis 17 Porta verzeichnet, die Ortschaft gehörte den Edelmännern von Ploské, später den Familien Segney, Melcer und Ujházy. Kurz vor der Mitte des 16. Jahrhunderts war das Dorf unbewohnt, wurde jedoch danach neu besiedelt. 1828 zählte man 53 Häuser und 403 Einwohner, die von der Forst- und Landwirtschaft lebten.
Bis 1918 gehörte der im Komitat Scharosch liegende Ort zum Königreich Ungarn und kam danach zur Tschechoslowakei beziehungsweise heute Slowakei.

## Bevölkerung
| Jahr                | 1994 | 2004     | 2014     | 2024     |
| ------------------- | ---- | -------- | -------- | -------- |
| Anzahl der Personen | 897  | 1107     | 1426     | 1604     |
| Unterschied         |      | +23,41 % | +28,81 % | +12,48 % |

| Jahr                | 2023 | 2024    |
| ------------------- | ---- | ------- |
| Anzahl der Personen | 1569 | 1604    |
| Unterschied         |      | +2,23 % |

Nach der Volkszählung 2011 wohnten in Varhaňovce 1332 Einwohner, davon 1016 Slowaken, 135 Roma und jeweils ein Magyare und Russine. 179 Einwohner machten diesbezüglich keine Angabe. 945 Einwohner bekannten sich zur römisch-katholischen Kirche, 180 Einwohner zur griechisch-katholischen Kirche und zwei Einwohner zur evangelischen Kirche A. B.; ein Einwohner bekannte sich zu einer anderen Konfession. 20 Einwohner waren konfessionslos und bei 184 Einwohnern wurde die Konfession nicht ermittelt.

## Bauwerke
- griechisch-katholische Kirche Schutz der Allheiligen Gottesgebärerin im klassizistischen Stil aus dem Jahr 1837